# Фрекацеј (Вранча)
Фрекацеј (рум. Frecăței) насеље је у Румунији у округу Вранча у општини Мовилица. Oпштина се налази на надморској висини од 274 m.

## Становништво
Према подацима из 2002. године у насељу је живело 219 становника, од којих су сви румунске националности.